# Pehr Scheffer
Pehr (Peter) Scheffer, född 11 juli 1657 i Uppsala, död 19 februari 1731, var en svensk friherre och ämbetsman.

## Biografi
Scheffer var son till Johannes Schefferus och dotterson till Johannes Loccenius. Scheffer studerade vid Uppsala universitet och utgav 1678 en disputation under titeln de Foenore, och genomförde därefter en omfattande utrikes resa och studerade i Basel, Genève och Strassburg, och återkom därefter till Sverige 1683. Samma år blev han sekreterare hos hovrättspresidenten Gustaf Adolph De la Gardie, och 1684 blev han vice lagman i Västergötland och på Dal. 1688 blev han assessor in tertia classe vid Svea hovrätt. 
3 juli 1698 blev han naturaliserad svensk adelsman med namnet Scheffer von Gernsheim. Han antog dock inte detta namn, utan bibehöll namnet Scheffer. Han blev ledamot av lagkommissionen 7 maj 1705, vice president 12 december 1712 och förste ombudsman i Södermanland 2 januari 1714. Landshövding i Södermanlands län blev han 2 april 1714, landshövding i Skaraborgs län 5 oktober 1716 och friherre 23 mars 1719. Han blev slutligen president i Svea hovrätt 7 november 1723. Han uppfördes vid 1727 års riksdag på förslag som riksråd, men undanbad sig detta med anledning av sin ålder.
Scheffer var först gift med en dotter till Håkan Fägerstierna, och sedan med Helena Maria Ehrenstierna, dotter till Teofilus Ehrenstierna. Alla barn i första äktenskapet avled späda. I andra äktenskapet blev han far till Carl Fredrik Scheffer, Ulrik Scheffer och Per Scheffer. Han är begravd i Klara kyrka.